# Panamerikamesterskabet i håndbold 2006 (mænd)
Panamerikamesterskabet i håndbold 2006 for mænd var det 12. panamerikamesterskab i håndbold for mænd. Turneringen med deltagelse af otte hold blev arrangeret af PATHF, og det blev afviklet i Aracaju, Brasilien i perioden 6. – 10. juni 2006.
Mesterskabet blev vundet af Brasilien, som i finalen besejrede Argentina med 28-23. Sejren var brasilianernes første panamerikatitel for mænd, og holdet fik dermed revanche for finalenederlaget to år tidligere til netop Argentina. Bronzemedaljerne gik til Grønland, som vandt 30-29 over USA i bronzekampen. Det var anden gang at det grønlandske landshold vandt medaljer ved mesterskabet – første gang (i 2002) blev det også til bronze. De tre medaljevindende hold kvalificerede sig derudover til VM 2007 i Tyskland.
De seks bedst placerede hold ved mesterskabet, Brasilien, Argentina, Grønland, USA, Chile og Uruguay, kvalificerede sig direkte til det næste panamerikamesterskab, mens Mexico og Puerto Rico måtte en tur i kvalifikationen.

## Slutrunde

### Indledende runde

#### Gruppe A
| Dato | Tid   | Kamp                 | Res.  | Pause |
| ---- | ----- | -------------------- | ----- | ----- |
| 6.6. | 14:00 | Chile - Grønland     | 30–32 | 18-16 |
| 6.6. | 20:30 | Brasilien - Uruguay  | 31–22 | 11-11 |
| 7.6. | 16:00 | Chile - Uruguay      | 27–26 | 16-11 |
| 7.6. | 20:00 | Brasilien - Grønland | 37–17 | 21-10 |
| 8.6. | 16:00 | Uruguay - Grønland   | 30–32 | 14-14 |
| 8.6. | 20:00 | Brasilien - Chile    | 48–26 | 22-15 |

| Gruppe A  | Kampe | Mål     | Point |
| --------- | ----- | ------- | ----- |
| Brasilien | 3     | 116-065 | 6     |
| Grønland  | 3     | 081-097 | 4     |
| Chile     | 3     | 083-106 | 2     |
| Uruguay   | 3     | 078-090 | 0     |

#### Gruppe B
| Dato | Tid   | Kamp                    | Res.  | Pause |
| ---- | ----- | ----------------------- | ----- | ----- |
| 6.6. | 16:00 | Argentina - Puerto Rico | 38–20 | 19-10 |
| 6.6. | 18:00 | USA - Mexico            | 28–28 | 11-11 |
| 7.6. | 14:00 | USA - Puerto Rico       | 28–25 | 10-8  |
| 7.6. | 18:00 | Argentina - Mexico      | 31–14 | 19-8  |
| 8.6. | 14:00 | Puerto Rico - Mexico    | 34–21 | 17-11 |
| 8.6. | 18:00 | Argentina - USA         | 38–20 | 18-7  |

| Gruppe A    | Kampe | Mål     | Point |
| ----------- | ----- | ------- | ----- |
| Argentina   | 3     | 107-540 | 6     |
| USA         | 3     | 76-91   | 3     |
| Puerto Rico | 3     | 79-87   | 2     |
| Mexico      | 3     | 63-93   | 1     |

### Semifinaler, bronzekamp og finale
| Dato        | Tid   | Kamp                  | Res.  | Pause |
| ----------- | ----- | --------------------- | ----- | ----- |
| Semifinaler |       |                       |       |       |
| 9.6.        | 18:00 | Brasilien - USA       | 39–16 | 20-7  |
| 9.6.        | 20:00 | Argentina - Grønland  | 32–18 | 14-9  |
| Bronzekamp  |       |                       |       |       |
| 10.6.       | 18:00 | USA - Grønland        | 29–30 | 13-14 |
| Finale      |       |                       |       |       |
| 10.6.       | 20:00 | Brasilien - Argentina | 28–23 | 11-12 |

| Samlet rangering | Samlet rangering |
| ---------------- | ---------------- |
| Guld             | Brasilien        |
| Sølv             | Argentina        |
| Bronze           | Grønland         |
| 4.               | USA              |

### Placeringskampe
| Dato               | Tid   | Kamp                  | Res.  | Pause |
| ------------------ | ----- | --------------------- | ----- | ----- |
| Semifinaler        |       |                       |       |       |
| 9.6.               | 14:00 | Uruguay - Puerto Rico | 34–22 | 19-14 |
| 9.6.               | 16:00 | Chile - Mexico        | 34–24 | 12-17 |
| Kamp om 7.-pladsen |       |                       |       |       |
| 10.6.              | 14:00 | Mexico - Puerto Rico  | 35–31 | 19-14 |
| Kamp om 5.-pladsen |       |                       |       |       |
| 10.6.              | 16:00 | Chile - Uruguay       | 27–19 | 13-12 |

| Samlet rangering | Samlet rangering |
| ---------------- | ---------------- |
| 5.               | Chile            |
| 6.               | Uruguay          |
| 7.               | Mexico           |
| 8.               | Puerto Rico      |

### VM-kvalifikation
PATHF rådede over tre pladser ved VM-slutrunden i 2007, og de tre pladser gik til de tre bedst placerede hold ved mesterskabet. Resultaterne betød, at Brasilien, Argentina og Grønland kvalificerede sig til VM-slutrunden i Tyskland.